# علي كاناس
علي كاناس (بالإسبانية: Alí Cañas) هو لاعب كرة قدم كولومبي، ولد في 19 يونيو 1960 في ماردة في فنزويلا. لعب مع إستوديانتس دي ماردة ‏.